# Hyperolius bocagei
Espèce
Synonymes
- Rappia bocagei var. maculata Ferreira, 1906
- Rappia seabrai Ferreira, 1906
- Hyperolius seabrai (Ferreira, 1906)

Hyperolius bocagei est une espèce d'amphibiens de la famille des Hyperoliidae.

## Répartition
Cette espèce se rencontre :
- en Angola ;
- dans le nord-ouest de la Zambie ;
- dans le sud de la République démocratique du Congo ;
- dans le sud-ouest de la Tanzanie.

## Étymologie
Cette espèce est nommée en l'honneur de José Vicente Barbosa du Bocage.

## Publications originales
- Ferreira, 1906 : Algumas espécies novas ou pouco conhecidas de Amphibios e Reptis de Angola (Collecção Newton - 1903-1904). Jornal de Sciencias Mathematicas, Physicas e Naturaes, sér. 2, vol. 7, no 27, p. 159-171.
- Steindachner, 1867 : Reise der österreichischen Fregatte Novara um die Erde in den Jahren 1857, 1858, 1859 unter den Befehlen des Commodore B. von Wüllerstorf-Urbair (1861) - Zoologischer Theil - Erste Band - Amphibien p. 1-70 (texte intégral).